# Weyns duiker
De Weyns duiker (Cephalophorus weynsi) is een zoogdier uit de familie van de holhoornigen (Bovidae). De wetenschappelijke naam van de soort werd voor het eerst geldig gepubliceerd door Thomas in 1901.